# Уметничко клизање на Летњим олимпијским играма 1908 — жене појединачно
Појединачно такмичење жена у уметничком клизању је била једна од дисциплина уметничког клизања на Летњим олимпијским играма 1908. у Лондону.
Такмичење је одржано 28. и 29. октобра, 1908 у Принчевском клизачком клубу, у лондонском округу Најтсбриџ. Такмичење се састојало из два дела: обавезног који је морао садржати шест различитих фигура и наредног дана из слободног дела који је трајао четири минута. 
У одсуству Лили Кронбергер из Мађарске и Јени Херц из Аустрије, прва светска првакиња у историји клизачког спорта, Маџ Сајерс, није имала проблема, да постане и прва жена у историји која је постала и олимпијски победник. Елза Рендшмит из Немачког царства је освојила сребрну медаљу. То је била прва олимпијска медаља у историји женског олимпијског спорта у Немачкој.
Учествовало је пет клизачица из три земље.

## Земље учеснице
- Немачко царство 1
- Уједињено Краљевство 3
- Шведска 1

## Освајачице медаља
|                                   |                               |                                            |
| Меџ Сајерс · Уједињено Краљевство | Елза Рендшмит Немачко царство | Дороти Гринхог-Смит · Уједињено Краљевство |

## Резултати
| Пласман | Такмичар            | Држава               | Обавезни састав | Обавезни састав | Обавезни састав | Слоборни састав | Слоборни састав | Слоборни састав | Укупно | Укупно | Укупно  | Укупно |
| ------- | ------------------- | -------------------- | --------------- | --------------- | --------------- | --------------- | --------------- | --------------- | ------ | ------ | ------- | ------ |
| Пласман | Такмичар            | Држава               | СП              | ЗМ              | УБ              | СП              | ЗМ              | УБ              | СП     | ЗМ     | УБ      | РБ     |
|         | Меџ Сајерс          | Уједињено Краљевство | 5×1+            | 5,0             | 767,5           | 4×1+            | 5,5             | 495,0           | 5×1+   | 5,0    | 1,262,5 | 252,5  |
|         | Елза Рендшмит       | Немачко царство      | 5×3+            | 12,5            | 613,5           | 5×2+            | 9,5             | 441,5           | 4×2+   | 11,00  | 1,055,0 | 211,0  |
|         | Дороти Гринхоф-Смит | Уједињено Краљевство | 4×3+            | 13,5            | 605,0           | 3×3+            | 17,5            | 355,5           | 4×3+   | 15,0   | 960,5   | 192,2  |
| 4.      | Елна Монтгомери     | Шведска              | 5×4+            | 19,0            | 545,5           | 3×4+            | 19,5            | 351,0           | 4×4+   | 21,0   | 851,5   | 170,3  |
| 5.      | Гвендолин Лајсет    | Уједињено Краљевство | 5×5+            | 25,0            | 469,0           | 5×5+            | 23,0            | 306,0           | 5×5+   | 23,0   | 820,0   | 164,0  |